# Danijel P. Hatenloher
Danijel Peter Hatenloher je američki informatičar, akademski administrator i korporativni direktor. On je inauguracioni dekan Švarcmanovog koledža računarstva na Masačusetskom tehnološkom institutu (MIT). Pre toga, on je posebno služio kao inauguracioni dekan Kornel Teha na Univerzitetu Kornel, i kao član Amazonovog odbora direktora.
Veliki deo Hatenloherovog istraživanja bio je usredsređen na veštačku inteligenciju (VI), a sarađivao je sa bivšim državnim sekretarom Henrijem Kisindžerom i bivšim izvršnim direktorom Gugla Erikom Šmitom na knjizi The Age of A.I. And Our Human Future (2021).

## Knjige
- The Age of AI. And Our Human Future, with Henry A. Kissinger and Eric Schmidt, Little, Brown and Company, New York, 2021